# Heinrich II. von Waldeck
Heinrich II. von Waldeck (* vor 1214; † wohl 1279 oder um 1288) war ein Sohn des Grafen Heinrich I. von Waldeck und Schwalenberg († vor dem 21. September 1214) und dessen Frau Heseke von Dassel († nach 25. Juli 1220). Damit entstammte er dem Adelsgeschlecht Schwalenberg.
Er schlug die geistliche Laufbahn ein und war Domherr zu Paderborn und 1236 Propst des Stifts Schildesche. Im Jahr 1247 wurde er erstmals als Dompropst zu Paderborn genannt. Als Bischof Simon ab 1254 zwei Jahre lang während einer Fehde mit dem Erzbischof von Köln gefangen war, verwaltete Heinrich das Bistum und Hochstift. Im Jahr 1275 wurde er aber unter dem Vorwurf der Veruntreuung von Bistumsgeldern seines Amtes enthoben und wurde Domdechant. Im Jahre 1278 unterlag er bei der Wahl zum Bischof von Paderborn. Seit 1279 war er wieder Dompropst.